# Theodor Herberger

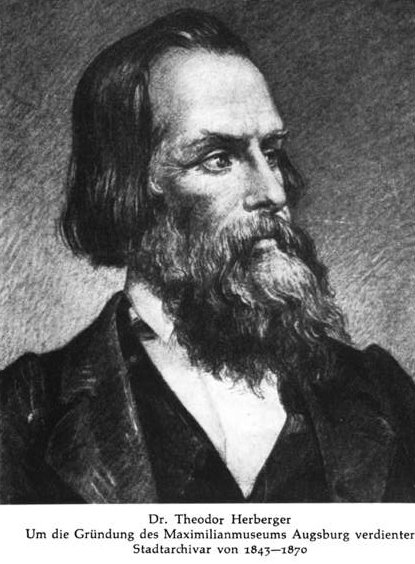
Porträt um 1860

Theodor Herberger (* 15. Februar 1811 in Ottobeuren; † 5. Dezember 1870 in Augsburg) war ein deutscher Archivar und Schriftsteller.

## Leben
Herberger absolvierte das Kemptener Gymnasium und ging 1829 an die Universität München, an der er sich dem Studium der Philosophie und Geschichte widmete. Ab 1832 finanzierte er dieses Studium durch eine Hauslehrerstelle beim Grafen Joseph von Tauffkirchen-Hohenburg. 1834 gab er diese Stelle wieder auf. In diese Zeit fallen auch erste Versuche als Schriftsteller. Wann er promoviert wurde, ist nicht bekannt.
Herberger wurde am 1. Dezember 1843 zum Stadtarchivar am Stadtarchiv Augsburg ernannt. Der Bürgermeister Richard Anton Nikolaus Carron du Val hatte vorgesehen, dass ein wissenschaftlicher Archivar eingestellt wird, um dem zu dieser Zeit vernachlässigten Archiv mehr Pflege zukommen zu lassen. Herberger machte sich um die Gründung des Maximilianmuseums in Augsburg verdient, veröffentlichte eine Vielzahl an Schriften zur Augsburger Stadtgeschichte, war Mitglied im Historischen Verein für Schwaben und wurde 1855 korrespondierendes Mitglied in der Bayerischen Akademie der Wissenschaften. Er starb an einer Erkrankung des Gehirns im Amt.

## Werke (Auswahl)
- Lykurg in Delphi, München 1832.
- Sct. Clodoald, Ahnungen eines Kindes: eine Geschichte aus dem Zeitalter der siegenden Kirche, Rieger, Augsburg 1843.
- Sct. Paulinus der Bischof als Sklave: Eine Geschichte aus d. Zeit d. siegenden Kirche, 2. Auflage, Rieger, Augsburg 1844.
- Der Rathhaussaal in Augsburg, Franz, München 1846.
- Die St.-Jakobs-Pfründe in Augsburg: Eine historische Skizze bei Gelegenheit des 500 jährigen Jubiläums entworfen, Kremer, Augsburg 1848.
- Conrad Peutinger in seinem Verhältnisse zum Kaiser Maximilian I.: ein Beitrag zur Geschichte ihrer Zeit, mit besonderer Berücksichtigung der literarisch-artistischen Bestrebungen Peutingers und des Kaisers nach bisher unbenützten archivalischen Quellen bearbeitet, Butsch, Augsburg 1851.
- Sebastian Schertlin von Burtenbach und seine an die Stadt Augsburg geschriebenen Briefe: mit einem Facsimile der Handschrift Schertlins und der Geheimschriften des schmalkaldischen Bundes, Jenisch und Stage, Augsburg 1852.
- Augsburg und seine frühere Industrie, Volkhart, Augsburg 1852.
- Kaiser Ludwig der Bayer und die treue Stadt Augsburg: mit einer Auswahl der wichtigsten, noch ungedruckten Urkunden , Augsburg 1853.
- Die ältesten Glasgemälde im Dome zu Augsburg: mit der Geschichte des Dombaus in der romanischen Kunstperiode, Himmer, Augsburg 1860.
- Die Industrie Augsburgs: mit Rücksicht auf die polytechnische Schule, Lampart, Augsburg 1862.
- Kurze Geschichte des Marktes Schwabmünchen: zur Erinnerung an das 300jährige Jubiläum, gefeiert den 15. September 1862, Augsburg 1862.
- Zur Geschichte der Einführung der Buchdruckerkunst in Augsburg, Himmer, Augsburg 1865.